# Рок-кола
«Рок-кола» (с бел. — «Рок-колесо») — белорусский рок-фестиваль, который с 1990 года ежегодно проводился в Полоцке и Новополоцке. Фестиваль года по итогам Рок-коронации-2004—2005.

## Общие сведения
Директором фестиваля был Сергей Анищенко. Основой фестиваля являлся конкурс молодых групп из разных стран, также на фестиваль приглашались и знаменитые рок-музыканты. В последнем фестивале, который прошёл 26—27 октября 2007 года, приняли участие 25 молодых коллективов из Белоруссии, России, Украины. Основным условием участия для конкурсантов являлось наличие в репертуаре песни на белорусском языке.

### Рок-кола-91
Фестиваль 1991 года был посвящён памяти Александра Желдакова.

## Запрет
Запрещён в ноябре 2007 года согласно протоколу заседания Полоцкого городского исполнительного комитета: «Считать нецелесообразным проведение в городе мероприятий типа фестиваля „Рок-кола“, чуждых историческому, духовному наследию города Полоцка и православию; рекомендовать ответственным лицам, отвечающим за духовное воспитание молодёжи, воздерживаться от инициирования подобных мероприятий». Тем не менее, оргкомитет фестиваля рассматривал другие площадки для проведения, такие как Минск, Новополоцк, российский Смоленск.
Согласно «Tuzin.fm» запрет фестиваля может быть связан с назначением в Полоцк нового главы местного филиала КГБ, который якобы высказал недовольство по поводу его проведения. Виталий Супранович, руководитель лейбла «БМАgroup» и автор фестиваля «Be Free» («Право быть свободным»), по итогам встречи музыкантов в администрации президента в ноябре 2007 года пришёл к выводу, что закрытие «Рок-кола» властями было политическим действием. Сергей Анищенко, давший интервью Дмитрию Кустовскому c телеканала «БелСат» в 2015 году, разделил его мнение. Андрей Александров в своей статье на «Белорусском партизане» по проблеме также упомянул наличие признаков политического характера.

## Оценки
Журналист «Музыкальной газеты» Татьяна Замировская, которой пришлось писать отчёт по итогам фестиваля 2001 года в Новополоцке, назвала его «достойной и очень милой тусовкой без напускной глянцевости, высокомерного пафоса и непонятных „понтов“».
Обозревая 15-й фестиваль в 2005 году, Анастасия Штукина из «Музыкальной газеты» написала: «На сегодняшний день в Беларуси нет ни одного городского проекта, который мог бы похвастаться такой же популярностью среди молодёжи и столь многолетней историей».
Александра Павлова, автор «Музыкальной газеты», в статье «„Рок-кола“ — белорусский рок жив» в 2007 году так описывала феномен фестиваля: «Это идея, которая помогает быть Полоцку и Новополоцку одними из самых рок-н-ролльных городов в Беларуси. Потому что существует много групп, которые знают, что есть ради чего работать, что у них будет своя зрительская аудитория».
Никита Змитров с сайта Народные новости Витебска по результатам последнего фестиваля «Рок-кола» писал: «Два дня Полоцк жил музыкой. Судя по количеству зрителей в самом большом зале города, рок-н-ролл здесь очень востребован».

## Комментарии
1. ↑  В 1994 году Полоцк не принял фестиваль в связи с нехваткой средств у организаторов[2]

## Полезные ссылки
- Страница «Рок-кола» в социальной сети «ВКонтакте»
- Пятнадцатый фестиваль «Рок-кола» на YouTube